# Pritchardia minor
Pritchardia minor là loài thực vật có hoa thuộc họ Arecaceae. Loài này được Becc. miêu tả khoa học đầu tiên năm 1910.

## Hình ảnh

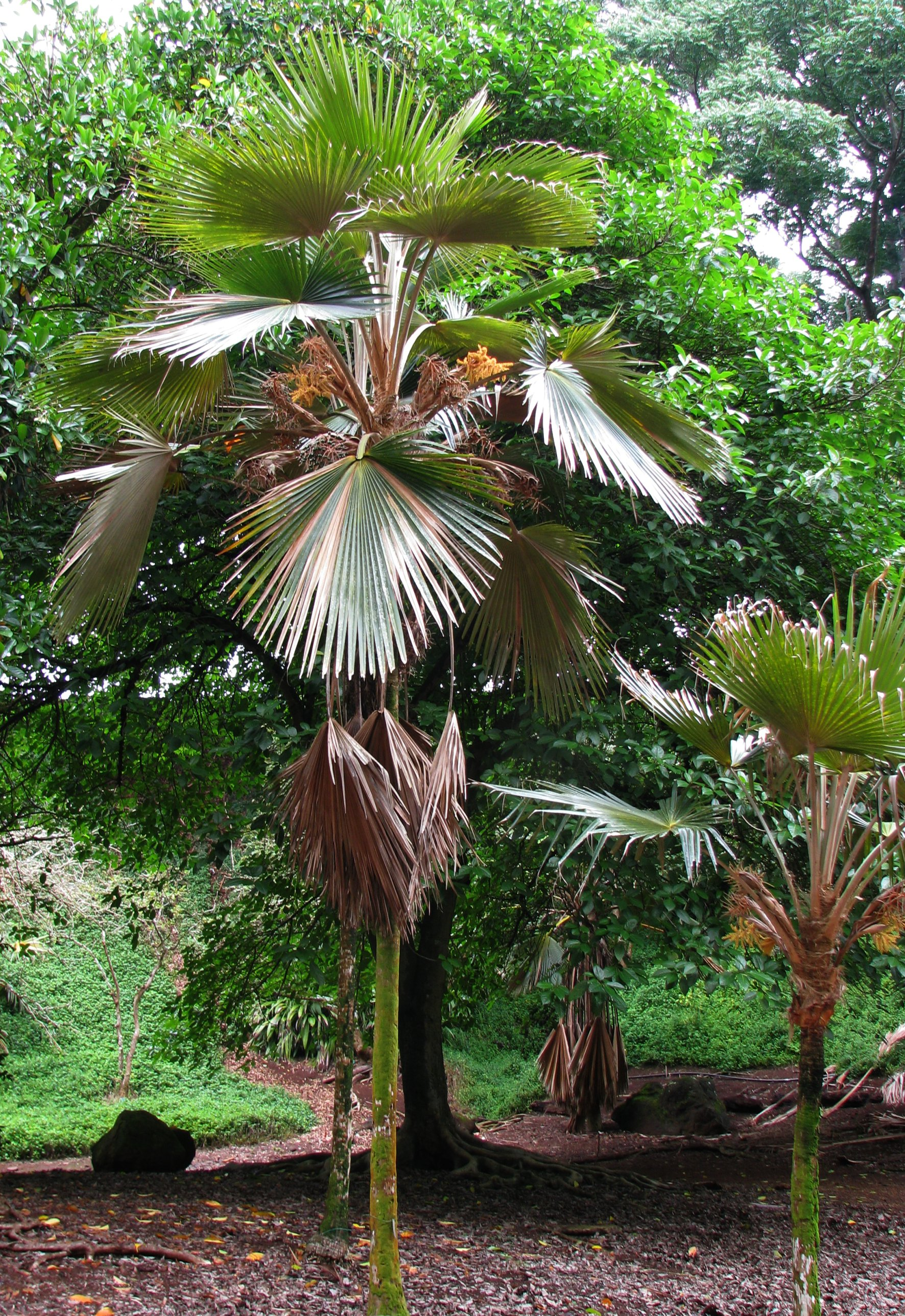
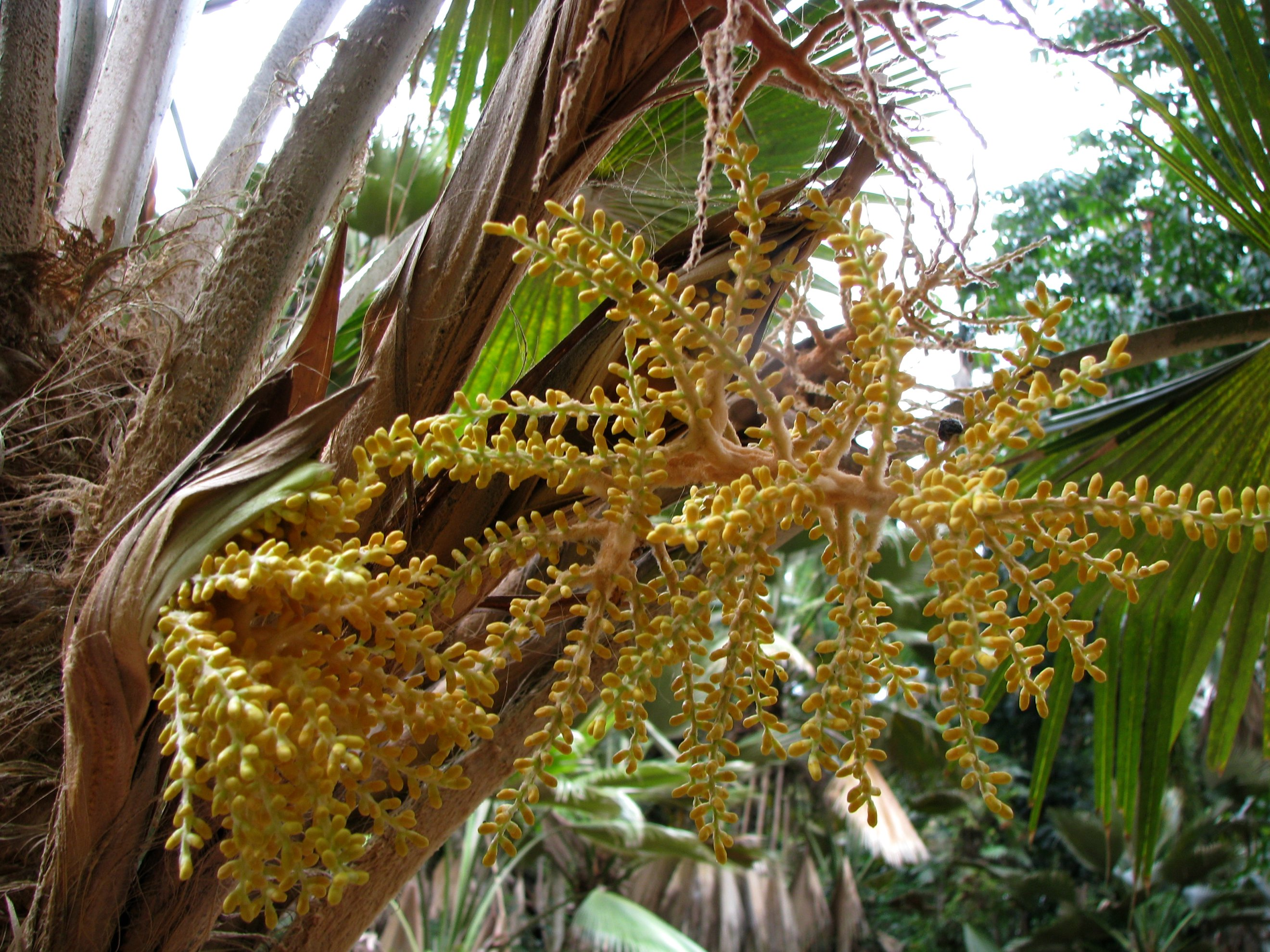